# Santuario de Nuestra Señora de San Luca

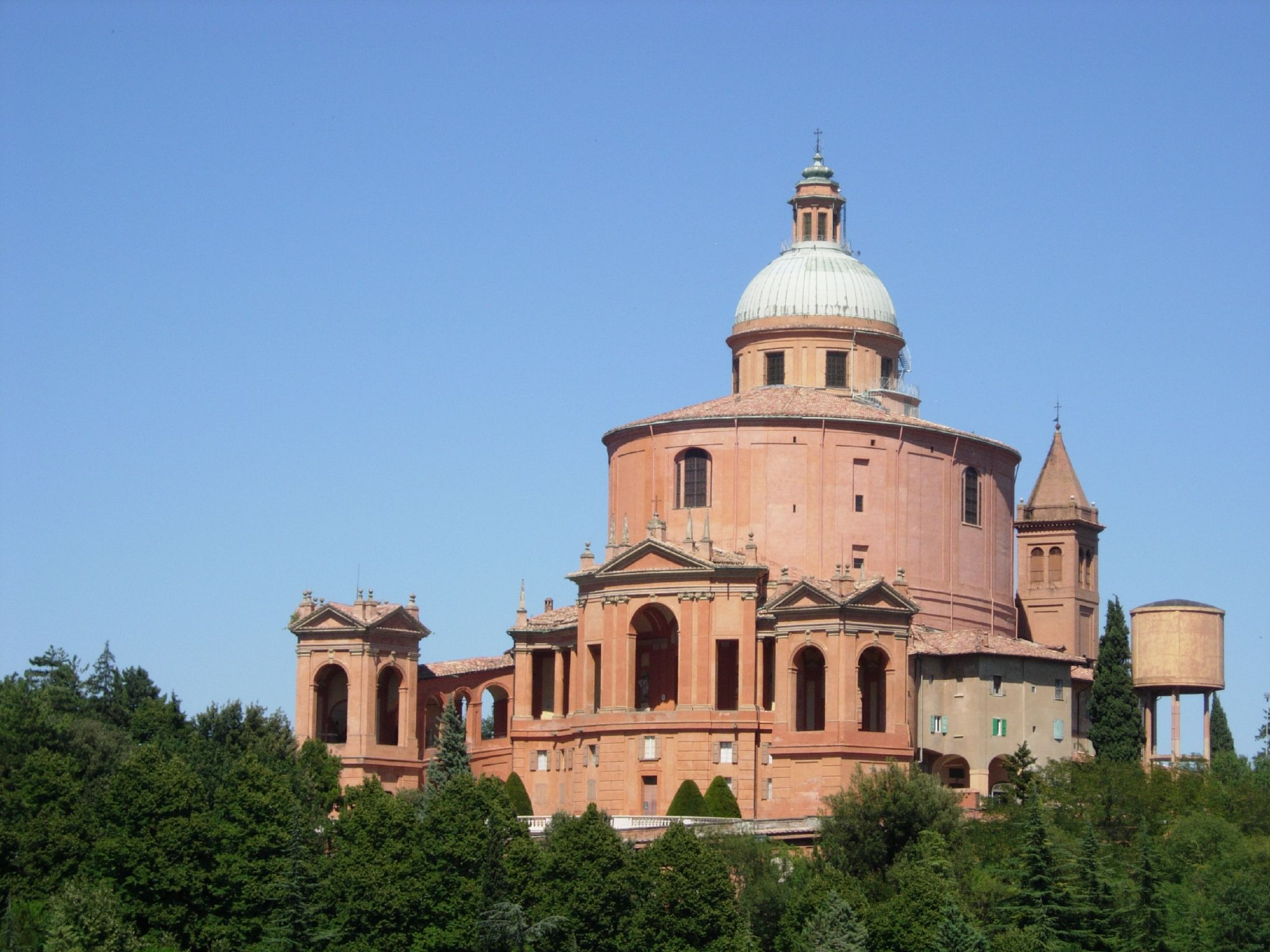
Nuestra Señora de San Luca sobre la cima del Colle della Guardia.

El santuario de Nuestra Señora de San Luca (en italiano Santuario della Madonna di San Luca ) es un santuario dedicado al culto católico mariano ubicado sobre el Colle della Guardia, un promontorio cubierto parcialmente por bosques alrededor de 300 m s. n. m. al suroeste del centro histórico de la ciudad de Bolonia, Italia.
Es un importante santuario en la historia boloñesa, desde sus orígenes la meta de un peregrinaje para venerar el ícono de la Virgen con el niño llamado de San Luca.
Se llega al santuario por Porta Saragozza a través de una larga y característica columnata, que cruza via Saragozza con el monumental y reconocible Arco del Meloncello (1732), para luego subir la pendiente hasta el santuario.

## Historia
La historia del santuario está unida al icono sagrado custodiado en su interno, que dio origen a la fundación del santuario mismo y determinó su fortuna por siglos, convirtiéndolo en un lugar de peregrinaje.

### La leyenda de Teocle
Vista en invierno.
La leyenda que cuenta la llegada del icono que representa la Virgen con el Niño aparece tardíamente en la crónica de Graziolo Accarisi, jurisconsulto boloñés del siglo XV. Éste narra la historia de un peregrino-ermitaño griego que, en peregrinaje a Constantinopla, habría recibido de los sacerdotes de la basílica de Santa Sofía la pintura atribuida al evangelista Lucas, para que la llevase al "Monte de la Guardia", como era indicado en la inscripción de la misma. Es así que el eremita se encaminó a Italia buscando el Monte de la Guardia. Fue en Roma que supo, a través del senador boloñés Pascipovero, que tal monte se encontraba en las afueras de Bolonia.
Cuando llegó a la ciudad emiliana fue acogido por las autoridades ciudadanas y el cuadro de la Virgen y del Niño fue llevado en procesión a la cima del monte.
Con el tiempo la leyenda se enriqueció con detalles fantásticos y las suposiciones de los cronistas. El primero fue en 1539 Leandro Alberti, que mandó a publicar la Cronichetta della gloriosa Madonna di S. Luca del Monte della Guardia di Bologna, donde suponía como fecha de llegada del ícono el año 1160. El fraile Tommaso Ferrari, en 1604, agregó que el ícono fue recibido y llevado al monte por el obispo boloñés Gerardo Grassi.
Finalmente, hay un documento falso, producido probablemente por Carlo Antonio Baroni (1647-1704) con fecha el 8 de mayo de 1160, que narra la entrega del ícono de parte del obispo Grassi a dos hermanas, Azzolina y Beatrice, hijas de Rambertino Guezi, fundadoras en 1143 de una ermita sobre la colina de la Guardia, consistente en una cabaña y una pequeña capilla dedicada a san Lucas. Este último documento espurio da también nombre al peregrino: Teocle Kmnya (o Kamnia).

### Angelica Bonfantini y Santa Maria della Guardia
Los documentos considerados auténticos nos hablan en cambio de una figura femenina, Angelica Bonfantini, hija de Caicle di Bonfantino y de Bologna di Gherardo Guezi que, como aparece en un documento con fecha el 30 de julio de 1192, decidió vivir como eremita sobre el Monte della Guardia, con el propósito de construir allí un oratorio y una iglesia. Profesó de este modo los votos de la rama femenina de los canónigos de Santa Maria di Reno, quienes donaron unos terrenos de su propiedad sobre la colina de la Guardia, pidiendo a cambio ayuda para la construcción de la iglesia y alimentar a la canóniga. Sin embargo, se reservaban el usufructo y los ingresos de los bienes cedidos y de aquellos que se habría obtenido de los fieles.
Al año siguiente, Angelica llamó la atención del papa Celestino III, quien con un documento datado el 24 de agosto de 1193 ordenó al obispo de Bolonia, Gerardo de Gisla, poner la primera piedra de la "nueva iglesia que se construirá sobre el monte de la Guardia", llevada directamente desde Roma y bendecida por mismo pontífice. Esta piedra fue puesta en su lugar el 25 de mayo de 1194.

#### La disputa con los canónigos
El santuario pronto se convirtió en un lugar de peregrinación y, debido a su creciente importancia surgió, una disputa entre Angelica y el clero de Santa Maria di Reno respecto a la interpretación jurídica del acto de donación de 1192. Los canónigos sostenían que Angelica, en cuanto canóniga, debería haberse subordinado a su congregación, renunciando a sus derechos relativos a la comunidad eremítica, aparte de las ofrendas y donaciones hechas a la comunidad y la iglesia de Santa Maria della Guardia. Angelica reaccionó reivindicando los derechos, incluyendo aquellos económicos, que se había reservado con el acto de donación.
La controversia creció el punto de obligar a Angelica a pedir la intervención del Papa, al cual se dirigió en persona siete veces antes que la disputa fuese definitivamente resuelta. Angelica reaccionó reivindicando los derechos, incluyendo los económicos, que se había reservado con el acto de donación.
Una primera sentencia a favor de Angelica fue dictada el 25 de febrero de 1195, de parte de Celestino III, a cual sin embargo los canónigos se opusieron. Angelica fue a Roma y obtuvo otra bula, que obligaba al obispo de Bolonia y al abad del Convento dei Santi Naborre e Felice a imponer obediencia los canónigos de Santa Maria di Reno. Sin embargo, el clero, gracias a los apoyos que tenía en la curia romana, rechazó nuevamente la bula, argumentando ciertos tecnicismos jurídicos.
La disputa llegó a un punto decisivo cuando el papa, con una bula fechada el 20 de noviembre de 1197 tomaba bajo su protección «la iglesia y las personas de la misma, con todos los bienes que posee», a cambio de un tributo anual de un libra de incienso
Este acto, aunque volvía a la ermita de la Guardia dependiente de facto sólo del pontífice, no resolvía el hecho que, de iure, ésta aún erala rama femenina de los canónigos de Santa Maria de Reno.
El 8 de enero de 1198 Celestino III falleció y en su lugar fue elegido el papa Inocencio III, el cual confirmó la protección papal y resolvió el litigio jurídico, estableciendo que el acuerdo de Angelica con los canónigos no debía considerarse come profesión religiosa sino como una simple promesa. Los clérigos apelaron nuevamente hasta que, luego de numerosas derrotas, buscaron un acuerdo.
La controversia se terminó el 13 de marzo de 1206 con la cesión de los terrenos, de la iglesia y de los derechos relativos a Angelica de parte de los canónigos.
Angelica además presentó en 1210 una lista de los daños económicos sufridos a causa de la disputa con los canónigos de Santa Maria di Reno, que incluía la considerable suma de 1000 liras boloñesas por las oblaciones perdidas (lo que da una idea, aunque sea probablemente exagerada, de la cantidad de ofrendas que llegaban al santuario).
Luego de la muerte de Angelica, acaecida alrededor de  1244, el cardenal Ottaviano Ubaldini confió la gestión de la iglesia a algunas monjas agustinas provenientes de la ermita de Ronzano, entre las cuales estaba sor Balena, sor Dona y sor Marina. El 28 de enero de 1258 éstas obtuvieron del papa Alejandro IV la exención de la ermita del control del obispo de Bolonia. La controversia se reinició brevemente en 1271, pero sin ningún resultado concluyente.

### La subordinación al monasterio de San Mattia
En 1278, por deseo del cardenal Latino, las monjas agustinas fueron afiliadas a la orden dominica. En 1290 fue permitido a la monjas edificar fuera de Porta Saragozza (donde hoy se encuentra la iglesia de San Giuseppe) un nuevo monasterio dedicado a San Matías, destruido en 1357 pero reconstruido dentro de los muros de la ciudad en 1376 (aún en via Sant'Isaia 18). Las dos comunidades de monjas eran gobernadas por una vicaria ayudada por nueve hermanas, que se rotaban cada dos años. A causa de la creciente prosperidad del monasterio de san Matías, el 3 de marzo de 1438 el papa Eugenio IV ordenó que Santa Maria della Guardia le fuese subordinada.

### El "milagro de la lluvia" y la remodelación delsigloXV
Después de años de decadencia, a causa de la inestabilidad política boloñesa y de su posición alejada, el santuario conoció un nuevo período de fortuna gracias al creciente peregrinaje desarrollado luego del "milagro de la lluvia", acaecido el 5 de julio de 1433, cuando una procesión que llevaba el ícono a la ciudad detuvo las lluvias primaverales que amenazaban con dañar las cosechas.
Las numerosas donaciones de parte de privados y de la Compagnia di Santa Maria della Morte (a la cual se había confiado el cuidado de la imagen sacra durante su permanencia en la ciudad) permitieron en 1481 renovar completamente el edificio, constituido por un espacio rectangular, cubierto por una bóveda de crucería y dotado de una capilla de plata poligonal donde era custodiado el ícono. Sobre el lado meridional permanecía el monasterio, donde se encontraban las monjas provenientes del monasterio de San Matías, encargadas de la custodia del santuario.

### Ampliaciones posteriores
Entre 1603 y 1623 fue ampliada e decorada la capilla mayor, y entre 1609 y 1616 fu reconstruido el campanario.
Gracias al legado testamentario del cardenal legado pontificio Lazzaro Pallavicini, en 1609 fue comenzada una nueva construcción, che llevó a una ampliación adicional de la iglesia, así como a la adición de cuatro capillas laterales.
Desde 1708 los trabajos fueron dirigidos por Carlo Francesco Dotti y Donato Fasano, que realizaron una nueva y más rica capilla mayor, adornada por un nuevo altar barroco en mármol polícromo, proyectado por Giovanni Antonio Ferri y realizado por el cantero Rangheri. Las obras fueron terminadas en 1713.

### El edificio actual

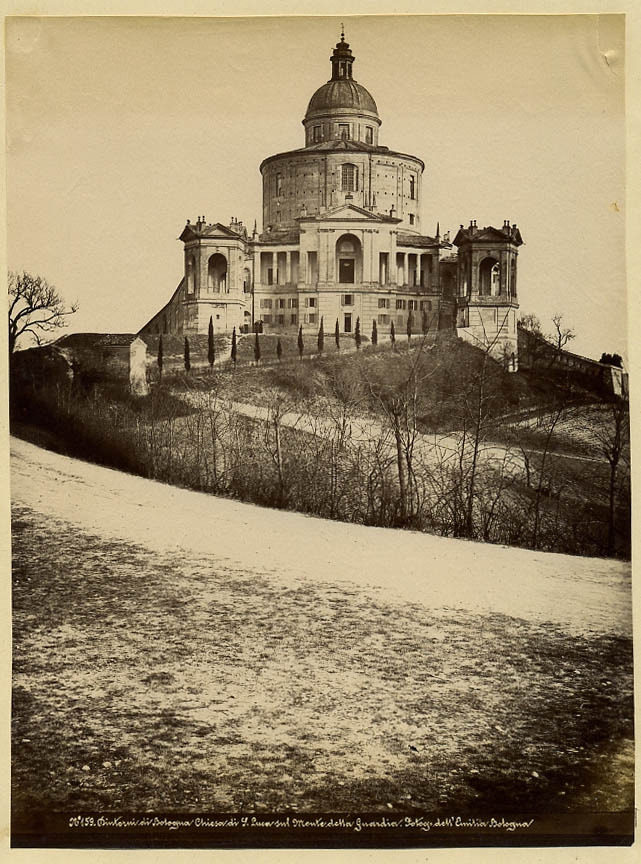
El santuario en una fotografía histórica de Pietro Poppi (1833-1914).

El edificio actual es el resultado de una nueva intervención, más radical, decidida en 1723 y dictada por el contraste entre la nueva capilla mayor y el resto de la construcción. Ésta fue demolida y reconstruida bajo la guía del mismo Carlo Francesco Dotti, siguiendo la idea del fraile servita Andrea Sacchi, que incluía una planta oval. Los trabajos se desarrollaron sin disturbar la llegada de los peregrinos: los muros del nuevo complejo, de hecho, fueron alzados alrededor del viejo edificio, que fue abatido son con el fin de las obras, en 1743. Se procedió finalmente a realizar la decoración interna, terminada en 1748 y el año sucesivo fue completamente refaccionada la capilla mayor.
El 25 de marzo de 1765, luego de 42 años de trabajos, el cardenal arzobispo Vincenzo Malvezzi inauguró el nuevo santuario.
La cúpula, la fachada y las tribunas externas laterales fueron terminadas por Giovanni Giacomo Dotti en 1774, usando los diseños dejados por el padre.
Las leyes napoleónicas abolieron, el 11 de febrero de 1799, el monasterio dominicano de San Mattia y sus hermanas, las cuales estaban encargadas del santuario, y por lo tanto tuvieron que abandonarlo. Fueron sucedidas por los dominicanos hasta 1824, cuando fue subordinado directamente al arzobispo por el cardenal Carlo Opizzoni. Es desde ese entonces que el santuario ha sido gestionado por sacerdotes diocesanos dirigidos por un vicario arzobispal.
En 1815 nuevas obras llevaron al revestimiento en mármol de la capilla mayor y a la construcción de nuevos altares marmóreos, diseñados por Angelo Venturoli.
El santuario de San Luca fue declarado monumento nacional en 1874 y obtuvo el grado de basílica menor del papa Pio X en 1907.
Entre 1922 y 1950 se realizó la decoración de la cúpula. La plaza frontal fue refaccionada entre 1930 y 1950 por deseo del cardenal Giovanni Battista Nasalli Rocca.
Entre 1930 y 1994 estuvo activo en el santuario un orfanato femenino, hospedado primero en las estancias bajo el santuario mismo y posteriormente transferido a una nueva construcción a lo largo del pórtico, aún llamada "de las huerfanitas".
Desde 1931 a 1976 era posible llegar al santuario mediante un teleférico panorámico, hoy desmontado.

## El santuario

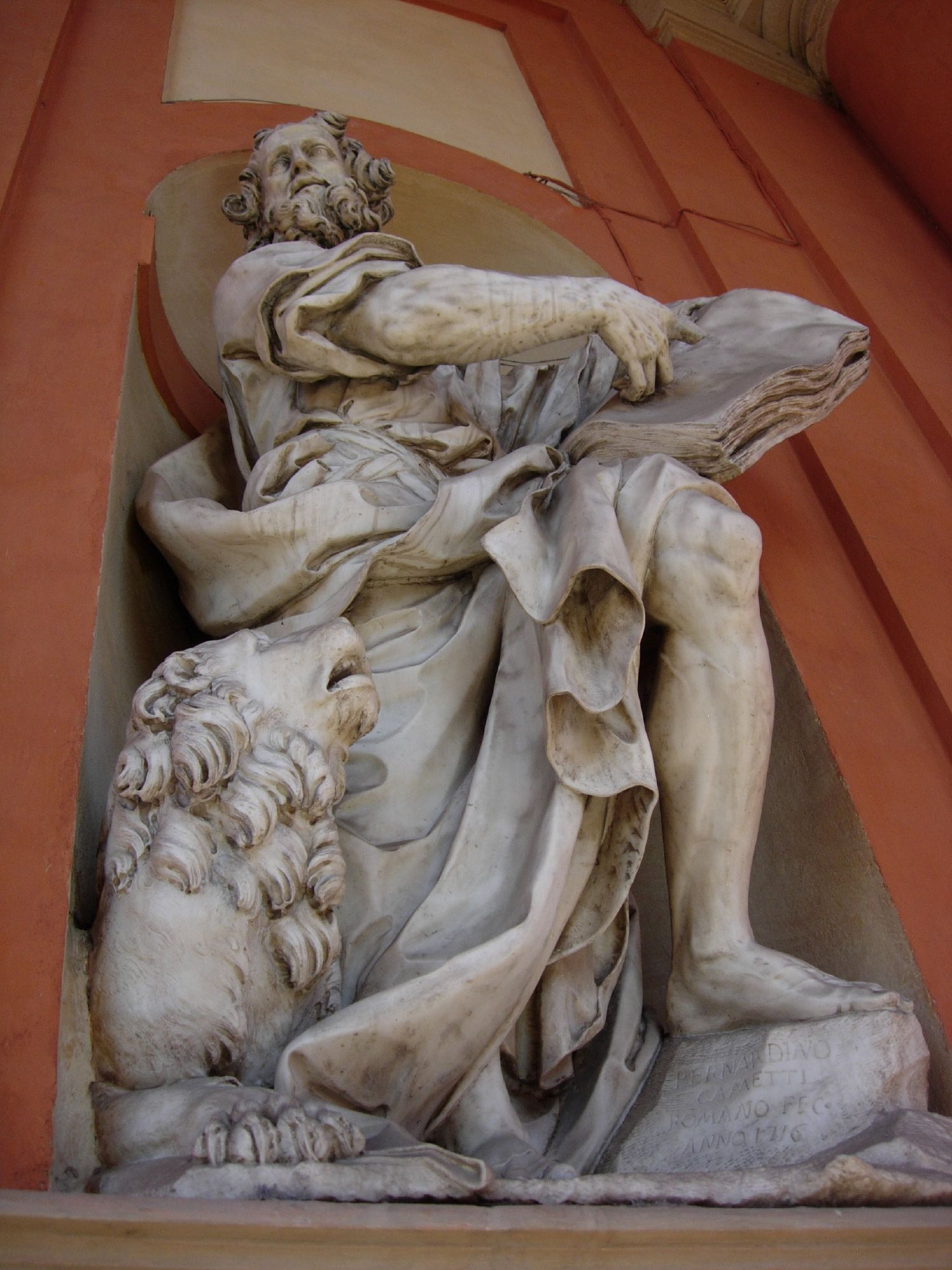
La estatua de San Marco di Cametti.

### El exterior
El estilo dominante es el barroco, presente en las formas y volúmenes curvilíneos alternados en continuas protuberancias y huecos. El cuerpo del edificio está constituido, en la mayor parte, por un grandísimo tiburio elíptico, descubierto y compacto, cubierto por una gran cúpula con linterna.
La fachada, que no cubre completamente las formas de atrás, está constituida por una estructura que sobresale modelada de acuerdo a las formas clásicas del pronao: una serie de pilastras gigantes de orden jónico sustentan un frontón, bajo el cual se abre un arco central. Unido a los lados de la fachada, el pórtico se desarrolla con dos alas curvilíneas che cierran la plaza frontal y que concluyen en dos tribunas pentagonales en forma de edículo. El portal de ingreso es flanqueado por las estatuas de san Lucas y de san Marcos de Bernardino Cametti, realizadas en 1716 y originalmente colocadas en el presbiterio.
El cuerpo del viejo monasterio dominicano y el campanario están incorporados en el lado meridional de la construcción.

### El interior

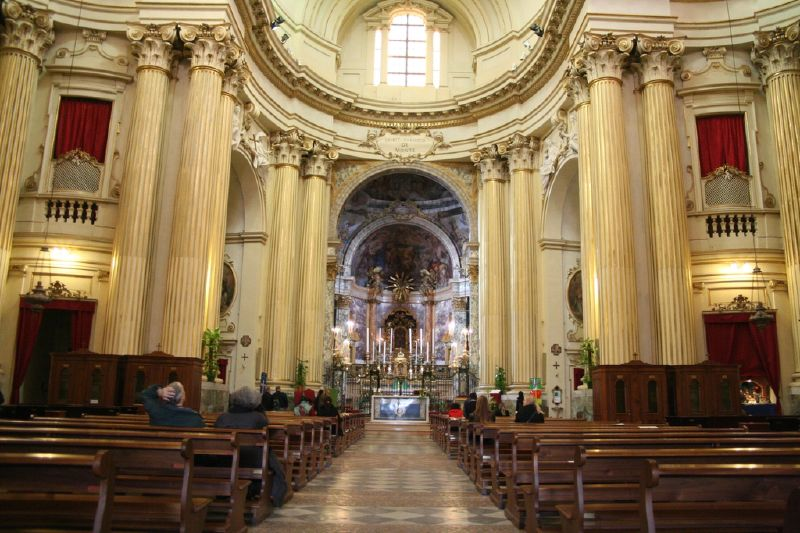
el interior del santuario.

El interior es caracterizado por una planta elíptica sobre la cual está inserta una cruz griega (formada por el eje centrale y por las dos capillas mayores laterales) y presenta un presbiterio elevado, sobre cuyo pináculo se encuentra el ícono de la Virgen con el Niño. Los arcos principales son sostenidos por tres columnas  corintias gigantes cada uno.
Entre las obras que se ubicadas en el interior se encuentran los retablos de:
- Donato Creti (L'Incoronazione della Vergine, segunda capilla a la derecha, y La Vergine e i Santi Patroni di Bologna, segunda capilla a la izquierda)
- Guido Reni (La Madonna del Rosario, tercera capilla a la derecha),
- Guercino (una versión del Cristo che appare alla Madre, sacristía mayor)
- Domenico Pestrini (sacristía mayor)

Los frescos son de Vittorio Maria Bigari (capilla mayor) y de Giuseppe Cassioli (cúpula). Los estucos son obra de Antonio Borrelli, Giovanni Calegari, con las estatuas de Angelo Gabriello Piò.

### El pórtico

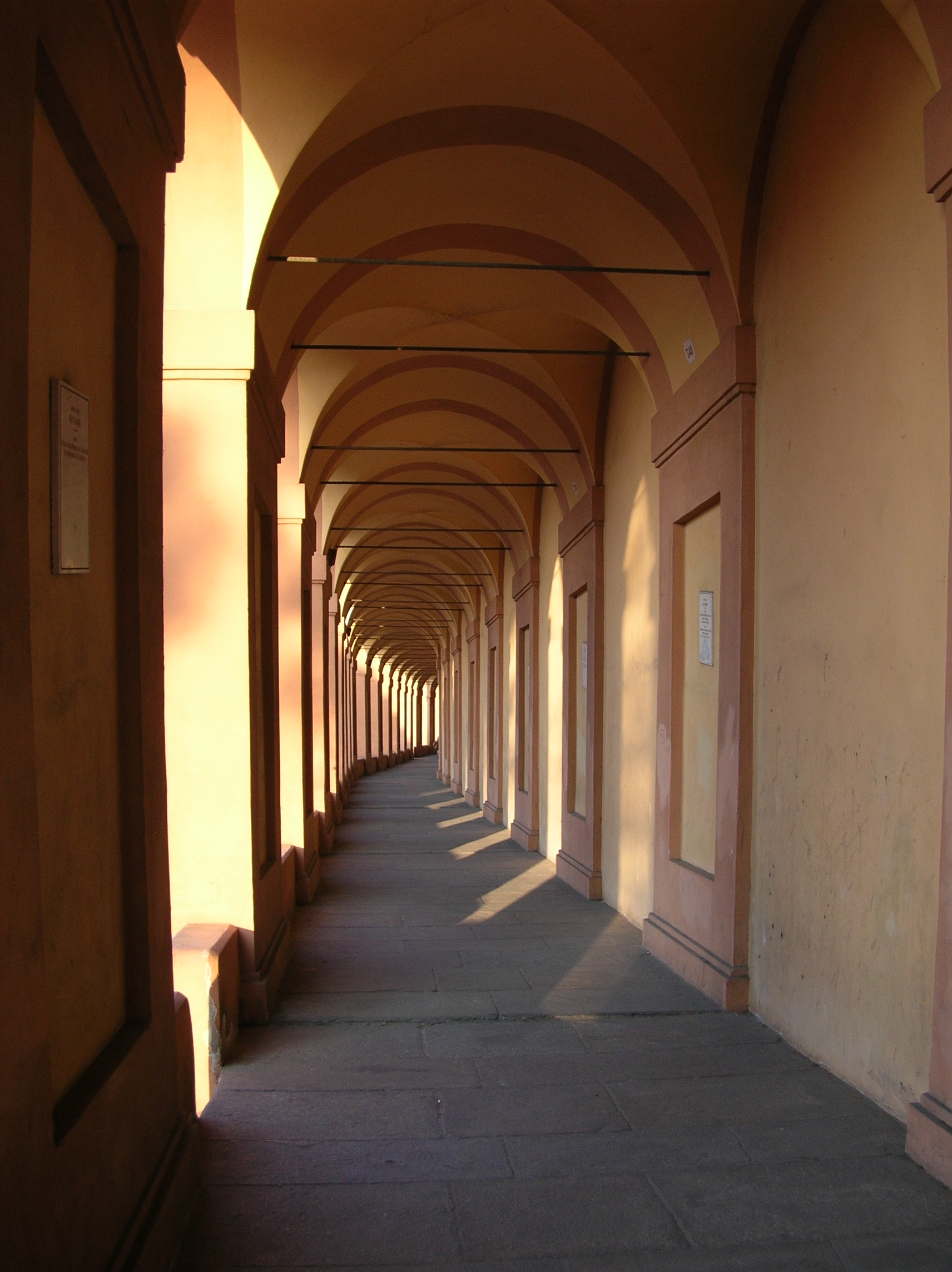
Un ángulo del pórtico de San Luca.

La calle que, subiendo por la colina de la Guardia, lleva al santuario, fue inicialmente empedrada en 1589 por el gobierno de la ciudad. La costumbre de los peregrinos de colgar imágenes con los misterios del Rosario en los árboles a través del recorrido llevó en el siglo XVII a la vicaria Olimpia Boccaferria construir 15 capillas.
Con el aumento de número de peregrinos, se decidió construir un larguísimo pórtico, para proteger a los peregrinos de la lluvia. Un primer y modesto proyecto fue hecho por Camillo Saccenti en 1655, pero la escasez de recursos económicos hicieron abandonar el proyecto, retomado en 1673 por un grupo de particulares (entre los cuales estaba el capellán del Hospital para los peregrinos de San Biagio, don lodovico Zenaroli, y el marquéz Girolamo albergati, miembro de Santa Maria della Morte) que crearon un comité para la colecta de los fondos necesarios para la construcción. En la construcción participaron ciudadanos de todas las clases desde 1674 hasta 1793, bajo la dirección del arquitecto Gian Giacomo Monti y, a su muerte de mismo Carlo Francesco Dotti, que proyectó el Arco del Meloncello en 1721.
El pórtico consta de 666 arcos y 15 capillas: con sus 3,796 km parece ser el pórtico más largo del mundo. Según algunos observadores  no sería casual el hecho que esté compuesto exactamente por 666 arcos: el número diabólico (cfr Apocalipsis, 13, 18) habría sido usado para indicar que el pórtico simboliza la "serpiente", o sea el Demonio, tanto por su forma como porque - terminando a los pies de santuario - recuerda la tradicional iconografía del Diablo derrotado y aplastado por la Virgen bajo su talón (cfr. Génesis, 3, 15).

## El culto mariano, entre leyenda y realidad

### El milagro de la lluvia
En 1433, durante el obispado del beato Nicolò Albergati, la primavera fue extremadamente lluviosa, lo que amenazaba con arruinar las cosechas.
Para evitar la posibilidad de una carestía, el jurisconsulto Graziolo Accarisi (autor de la ya mencionada crónica sobre la leyenda sobre la llegada sobre del ícono e Bolonia) promovió el descenso del ícono de la Virgen con el Niño para implorar delante de la imagen atribuida a San Lucas la graciade detener las lluvias; esto era en imitación de lo que hacían los florentinos, que se dirigían siempre al Santuario di Santa Maria dell'Impruneta, imagen también atribuida a San Lucas. Cuando el ícono entró en la ciudad el 5 de julio, la lluvia se detuvo; se hizo entonces una gran fiesta con una procesión de tres días por la ciudad, y luego se acompañó a la imagen al santuario. Por voto ciudadano, de ese entonces estas celebraciones fueron repetidas cada año.

### Las celebraciones
El transporte de la imagen, durante los descensos anuales a la ciudad, fue confiado a los "Padres Jesuates de San Girolamo y San Eustaquio", orden suprimida en 1699 por Clemente IX, mientras la "Confraternita di Santa Maria della Morte" era responsable de ella durante su permanencia en la ciudad. A partir de 1629 la Confraternita estuvo también encargada del transporte desde el monte, con precisas reglas establecidas por las monjas de San Mattia. La imagen, proveniente de la colina de la guardia descendía a la ciudad para ser llevada a al ex iglesia de San Mattia, donde las hermanas dominicanas la adornaban con flores y joyas. Desde ahí se situaba en la iglesia de Santa Maria della Morte (donde hoy se encuentra el palacio Galvani, sede del Museo Cívico Arqueológico), para luego ser transportada in diferentes iglesias de la ciudad, hasta llegar, algunos días después, a la Basílica de San Petronio.
En 1476 las celebraciones de Nuestra Señora de San Luca fueron cambiadas al domingo de las letanías menores de la Ascensión, mientas que en 1718 el cardenal Giacomo Boncompagni estableció que debían ser celebradas el sábado.
Las leyes napoleónicas suprimieron, en 1796, la compañía de Santa María della Morte y en 1799 el monasterio de San Mattia: de ese entonces el ícono ha sido llevado a catedral de san Pietro.
Aún hoy las celebreaciones comienzan con el descenso de la imagen el sábado que precede el quinto domingo después de Pascua. El ícono es llevado a Bolonia a través del póritco de San Luca por una procesión de fieles y, pasando por las calles del centro, llega a la catedral acompañado por el doblar de las campanas ubicadas en los campanarios cercanos al cortejo. El miércoles anterior a la Ascensión, la imagen es portada en procesión a la basílica de San Petronio, desde cuya explanada se imparte desde 1588 una solemne bendición a la ciudad.
Luego de permanecer por una semana, la venerada es acompañada de al vuelta el día de la Ascensión.
En sólo dos ocasiones no ha sido posible celebrar el descenso de la Virgen: en 1849, durante la ocupación austríaca de las colinas y en 1944, durante la Segunda Guerra Mundial.

### El ícono

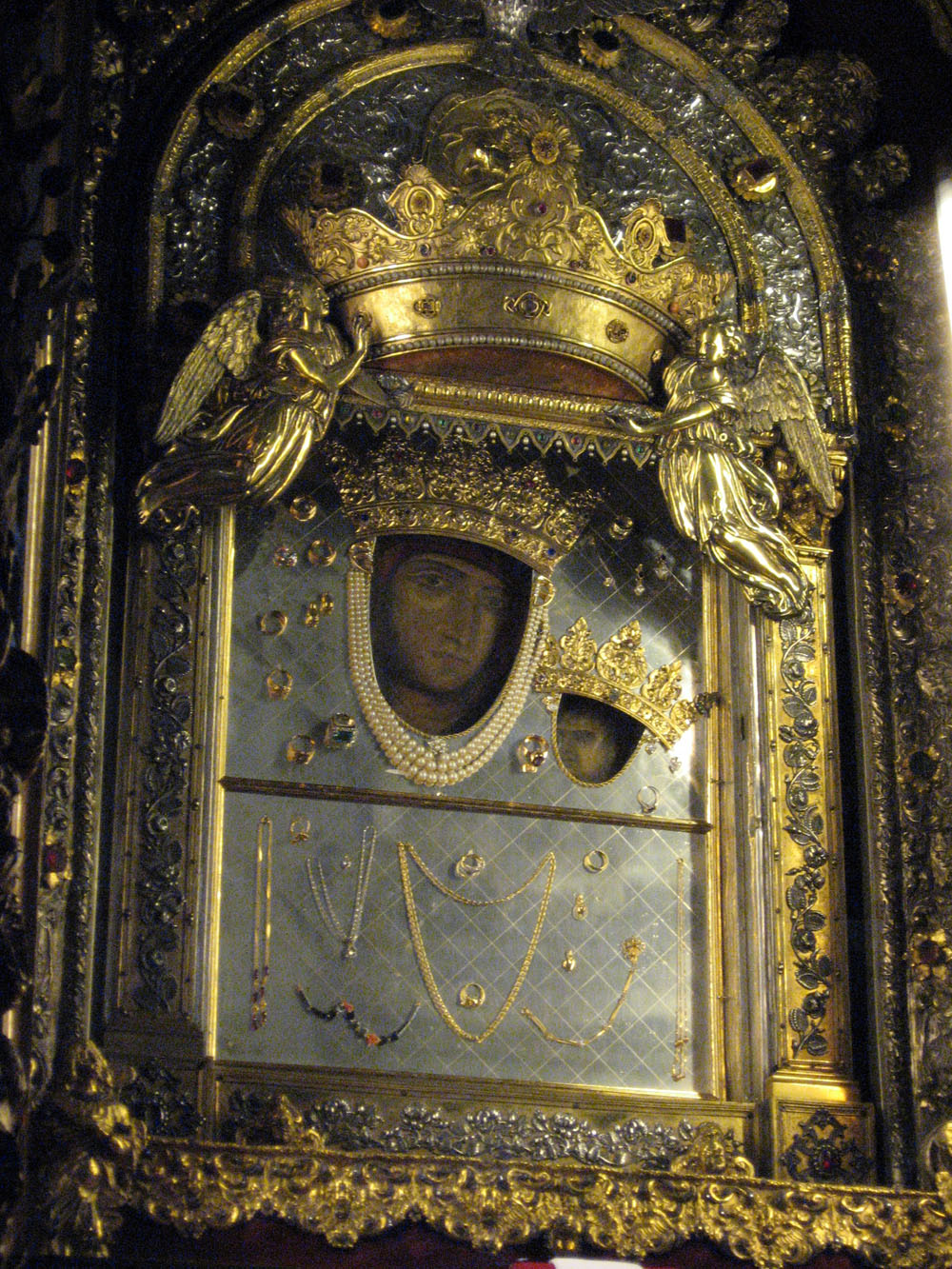
Ícono del Nuestra Señora de San Luca.

Centro de la devoción popular, el ícono representan una Virgen con el Niño según la clásica iconografía oriental de tipo 'hodegetria, que quiere decir "Aquella que muestra el camino", considerada la "Virgen de los viajeros".
La versión actualmente visible del ícono, probablemente datable entre el fin del siglo XII e inicios del siglo XIII, parece atribuible a una mano occidental, pero seguramente perteneciente a un ambiente cultural bizantinizante, como lo es gran parte de la cultura figurativa del período.
El ícono mide 65x57 cm y tiene un espesor de alrededor de 2 cm. Está realizado en témpera y pan de plata aplicada sobre una tabla central de álamo, a la cual están añadidas dos tablas superiores de olmo y castaño.
Según la consolidada iconografía, la Virgen, representada a medio busto, tiene en sus a Jesús que bendice.
La virgen lleva puesto un vestido de colo azul-verde, bajo el cual se asoma unas enaguas rojas. Las facciones son alargadas, los dedos de la mano puntiagudos. El Niño, con la cabeza pequeña respecto a cuerpo, tiene al brazo derecho en actitud de bendición, mientras la mano izquierda hace un puño.
La túnica del Niño es del mismo color de las enaguas de la Virgen. En el fondo se notan filas de pequeñas hojas de hedera, insertas unas en las otras e intercaladas por pequeñas perlas. Dos bandas laterales de alrededor de 4 cm decoradas con motivos florales rodean la tabla, mientras la parte superior parece cortada.
De acuerdo a estudios, algunos de ellos  radiográficos, se ha notado la existencia de otra pintura, más antigua, bajo la imagen hoy visible. El estilo, en este caso, es bizantino y presenta numerosas afinidades con la copias sobrevivientes de la Virgen en Santa Sofía en Estambul fechadas presumiblemente entre el siglo X y el siglo XI. El presunto origen oriental de la primera pintura, además, es apoyado por el uso de índigo para las vestiduras de la Virgen en uso en Asia Menor, pero no en Italia.
En la imagen original, la Virgen presenta un tabique nasal más delgado y las narinas pequeñas y respingadas; la boca tiene labios carnosos, mientras el ojo parece más grande y alargado. El Niño, en cambio, resulta menos proporcionado, más sólido y redondeado; el gesto enfático de la bendición parece hacerlo al modo griego, a diferencia de la imagen actual, donde es latino.
En 1603 la Virgen fue coronada por el arzobispo Alfonso Paleotti. Desde 1625 la pintura está recubierta por una lámina de plata que deja descubiertos sólo los rostros, obra de Jan Jacobs de Bruselas. En 1857 recibió una preciosa diadema del papa Pio IX.

## Deportes

### Ciclismo
La calle que corre paralela al pórtico de San Luca, en la parte en subida, ha sido a menudo recorrida en carreras ciclistas. En particular, en los últimos años constituye el obstáculo final del Giro d'Emilia, que la recorre cuatro veces. En 1956 en cambio se desarrolló una subida contrarreloj del Giro de Italia ganada por Charly Gaul, en 1984 una etapa del Giro de Italia ganada por Moreno Argentin, en 2009 el Giro de Italia del centenario pasó por San Luca en ocasión de la 14.ª etapa, ganada por Simon Gerrans. La 1ª etapa del Giro de Italia 2019 fue una contrarreloj de 8 km con final el alto de San Luca, ganada por Primož Roglič.
La subida empieza en el "Meloncello" (55 m s. n. m.): de aquí al santuario son unos 2 km, con una pendiente media del 10,8% y máxima del 18%. La parte más inclinada a mitad de la subida, poco después del punto en el cual el camino pasa bajo la columnata (la curva conocida como "de la huerfanitas" dado que está frente el ex orfanato femenino). La cota en el punto de llegada es de 270 m s. n. m., mientras que el desnivel es de 215 m.

### Carrera de fondo
Desde 1977 se corre una carrera de larga distancia internacional en la ruta «Casaglia-San Luca» que, subiendo el colle della Guardia por via di Casaglia, llega al santuario e vuelve a bajar la colina flanqueando el pórtico histórico. La carrera, disputada de noche, cubre un recorrico de 9,2 km, con un desnivel máximo en subida de 376 m y de bajada de 385 m.
Se puede subir al santuario también por la calle que asciende por el lado opuesto del monte (via Casaglia).  Este lado es más largo, pero decididamente más fácil.

## Galería de imágenes

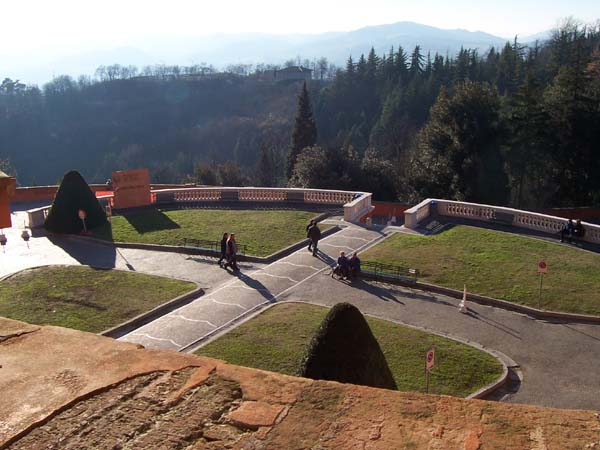
La plaza del santuario y al fondo la colina de la Guardia
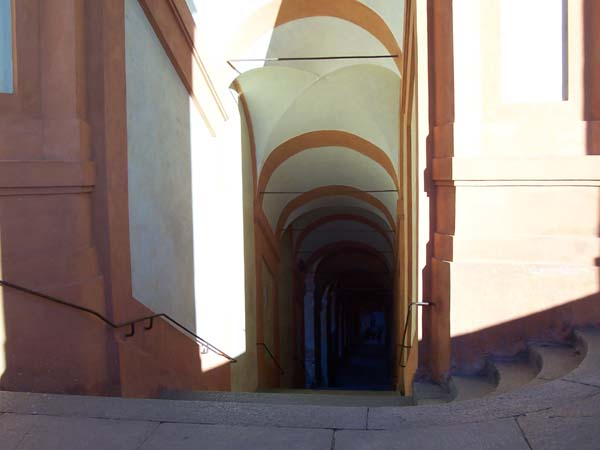
Un ángulo del pórtico de San Luca
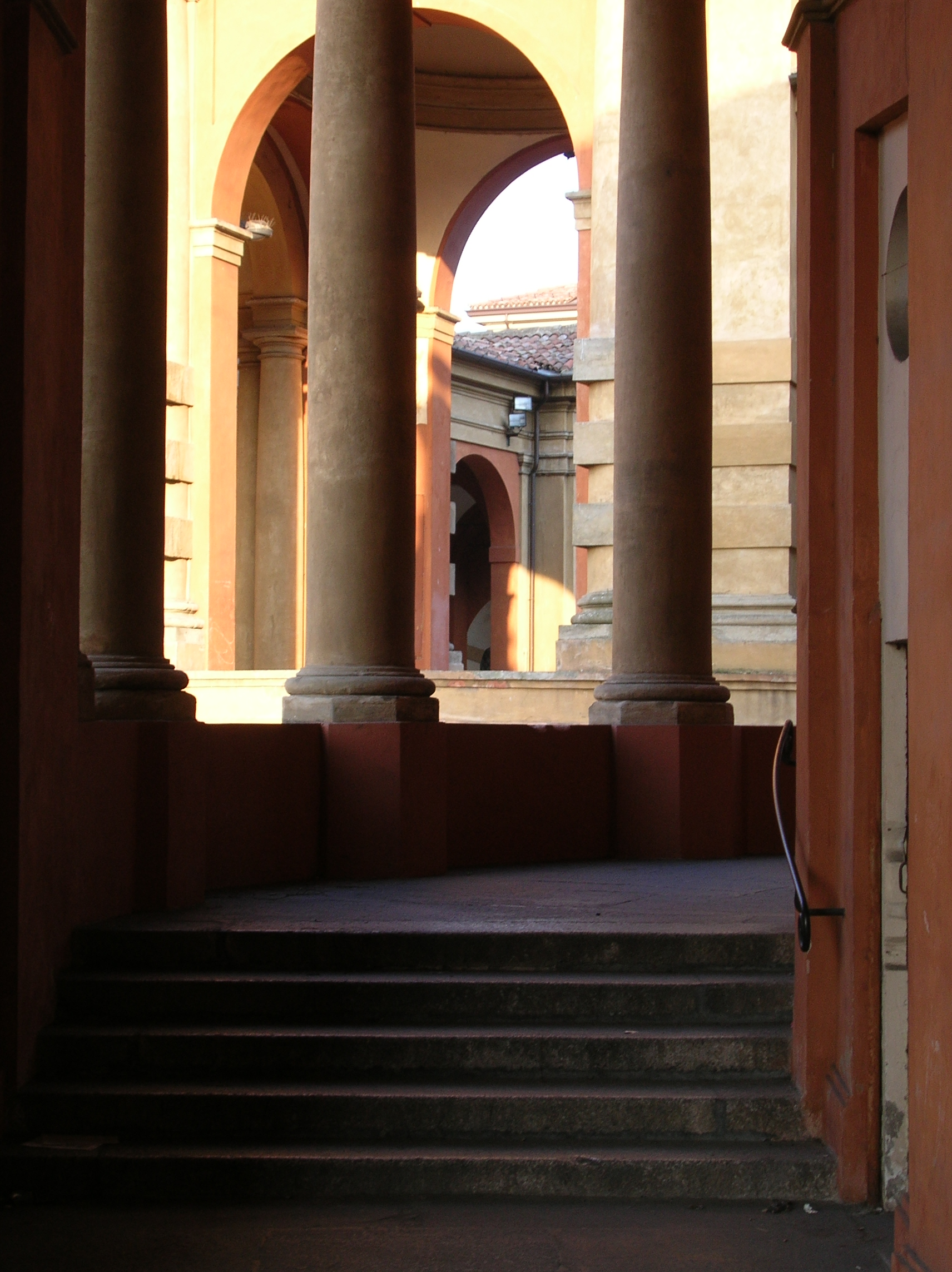
Pórtico de San Luca, arco del Meloncello
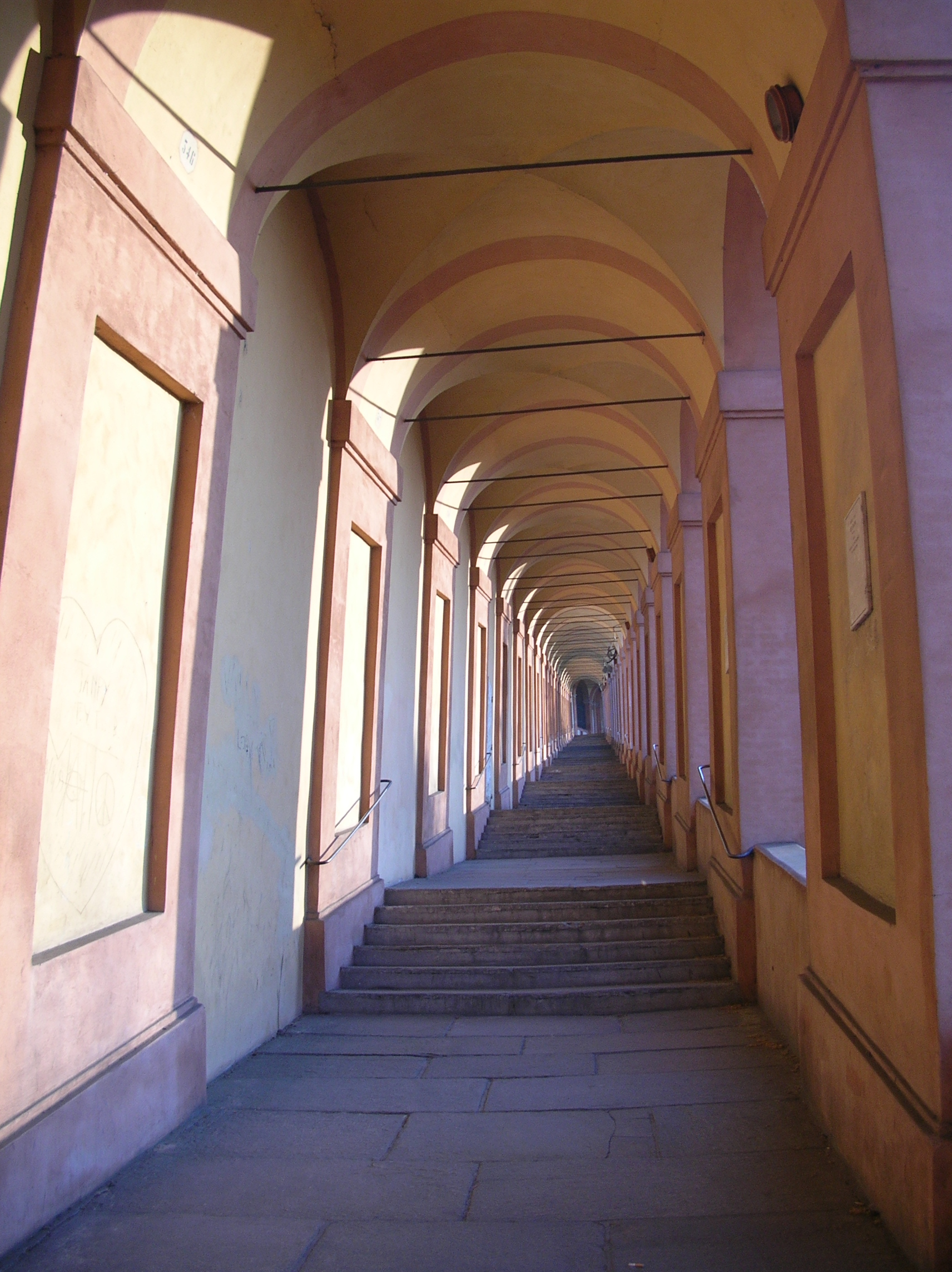
Pórtico de San Luca
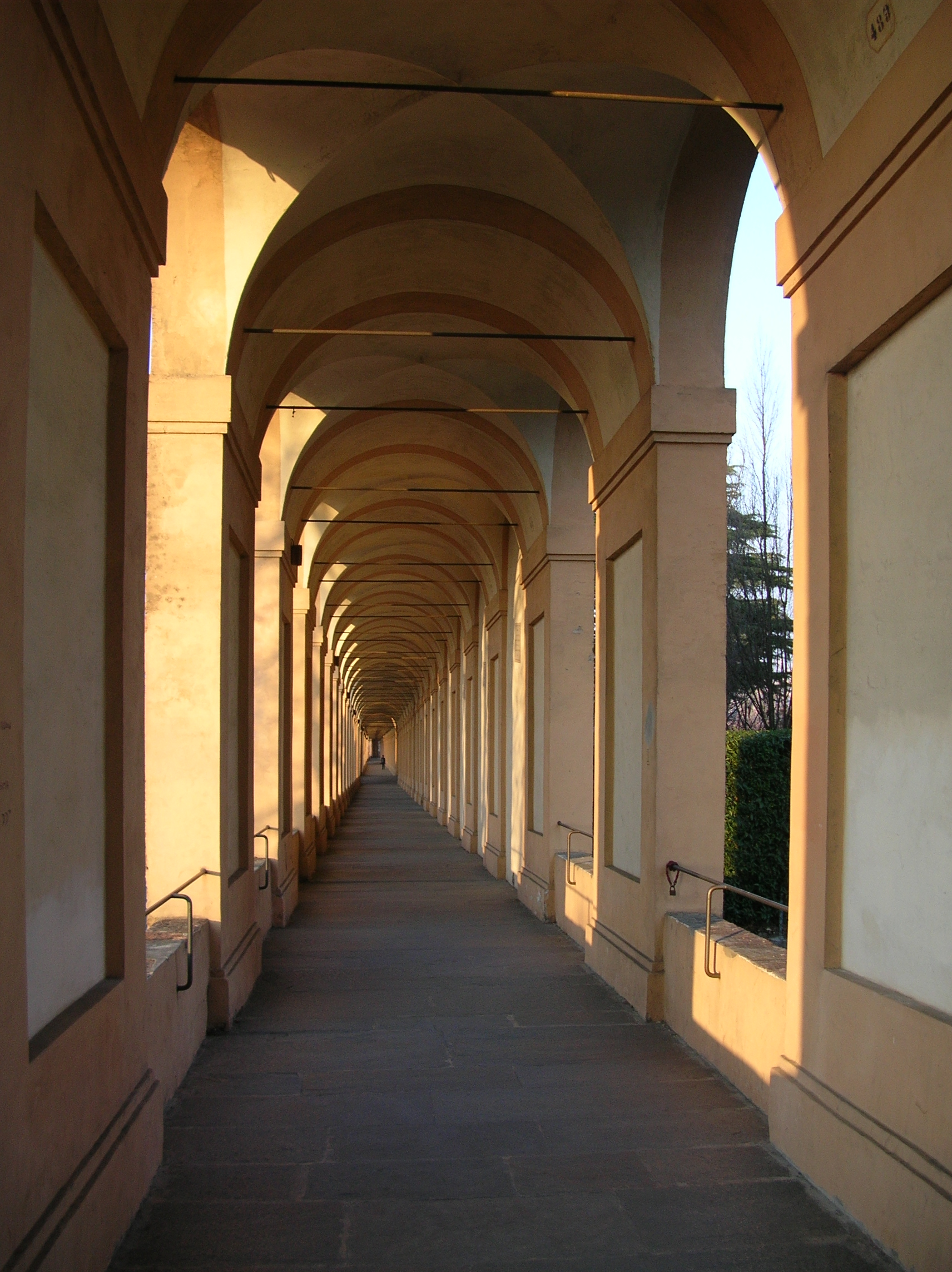
Pórtico de San Luca
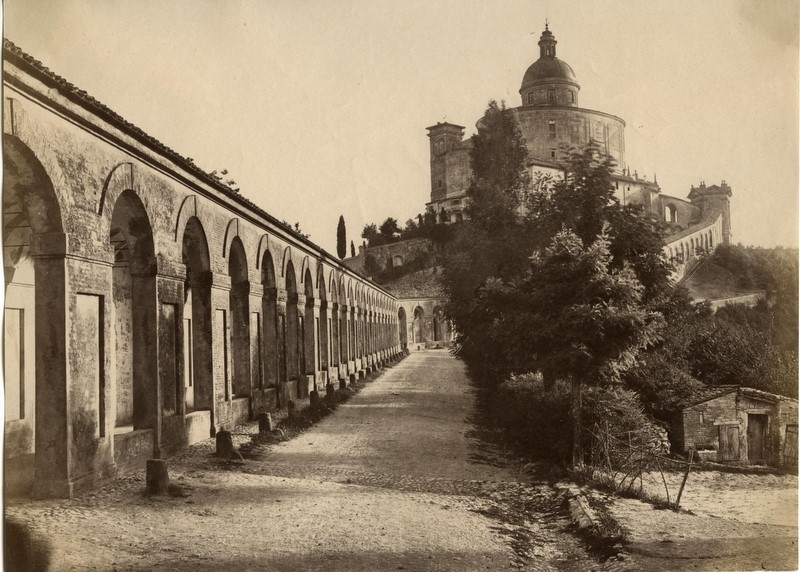
Pórtico y santuario de San Luca (foto antigua)
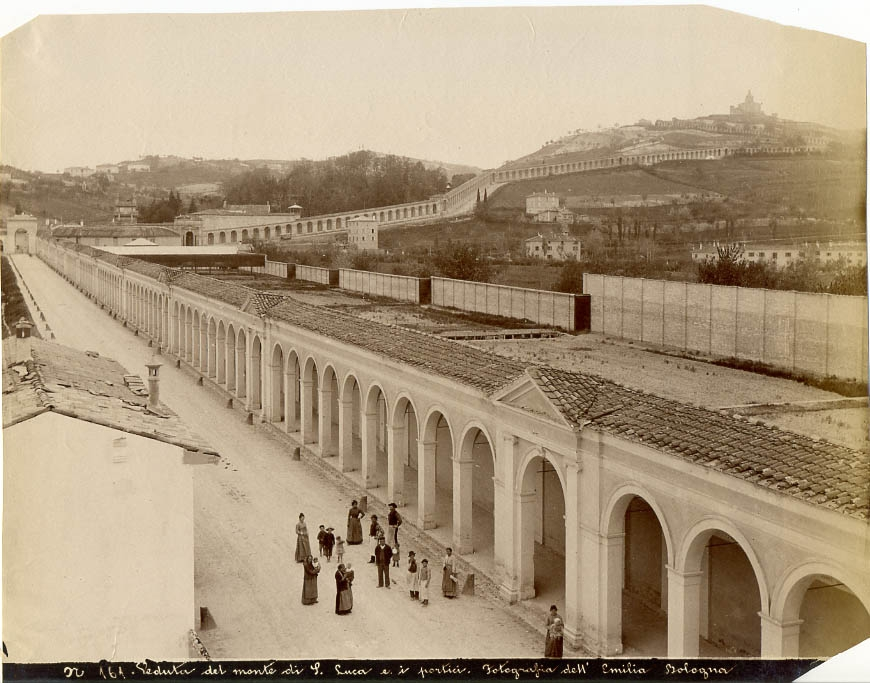
El pórtico desde el Arco guidi, cerca de moderno Stadio Dall'Ara (foto antigua)
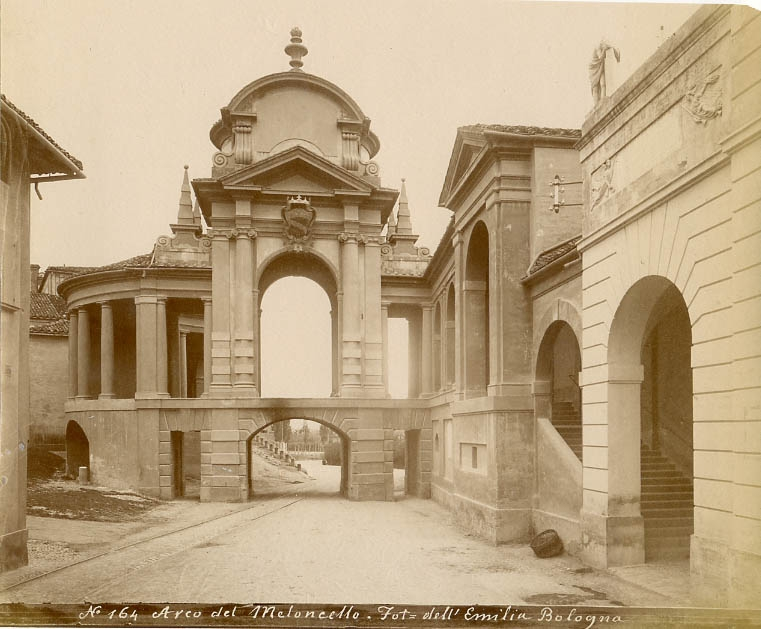
Arco del Meloncello (foto antigua)